# Vreewijk (Leiden)
Vreewijk is een wijk net buiten de singels, aan de zuidzijde van de stad Leiden, in de Nederlandse provincie Zuid-Holland. Op 1 januari 2023 telde de wijk 2.420 inwoners.
De wijk wordt begrensd door de spoorlijn Leiden-Utrecht in het westen, het Noordeinde in het noorden, het water van de Witte Singel in het oosten en het water van de Jan van Goyenkade in het zuiden. Oorspronkelijk hield de wijk Vreewijk op bij de Gerrit Doustraat. Sinds circa 1980 behoort ook het gedeelte tot en met de Rijn- en Schiekade en het Noordeindeplein tot  Vreewijk.
Vreewijk was in 1881 de eerste planmatige uitbreiding van Leiden buiten de singels, toen nog op grondgebied van de gemeente Zoeterwoude.
Vreewijk maakt als 'buurt 50' formeel deel uit van het Bos- en Gasthuisdistrict in het stadsdeel Zuid. Per april 2011 is Vreewijk als onderdeel van de Zuidelijke Schil aangewezen tot beschermd stadsgezicht.

## Geschiedenis

### Ligging
Vreewijk bestaat voor het belangrijkste deel uit een woonwijk daterend uit het eind van de 19e eeuw. De wijk ligt vlak buiten de singel, dus buiten de historische binnenstad. De banden met de binnenstad zijn echter groot. De Witte Singel vormt de grens tussen Vreewijk en binnenstad. De verbinding tussen binnenstad en Vreewijk wordt gevormd door een aantal bruggen, waarbij zowel de bruggen tussen de verschillende universiteitscomplexen (Witte Singel-complex en de panden rond het Rapenburg en de Doelensteeg) en de Vreewijkbrug zorgen voor een redelijke verbinding.
De tweede grens van de wijk, de Jan van Goyenkade, vormt enigszins een barrière. De doorlopende Witte Singel en de Jan van Goyenbrug, die uitsluitend voor fietsers en voetgangers toegankelijk is, vormen de verbinding met de Tuinstadwijk en Staalwijk.
De derde grens wordt gevormd door de spoorbaan Leiden-Utrecht aan de overzijde van de Wouterenbrug. Deze spoorbaan vormt een grote barrière tussen Vreewijk en het Haagwegkwartier, een onderdeel van Leiden Zuidwest. Evenwijdig aan deze spoorbaan loopt de Trekvliet. Hier bevindt zich het Haagwegterrein, een voormalige Van Gend en Loosterrein, waar nu een grote parkeerplaats is voor bezoekers van de Leidse binnenstad, maar waar ook woningen zijn gebouwd.
De Haagweg ten slotte vormt de vierde grens van de wijk. Deze drukke invalsroute naar de binnenstad vormt samen met de Telderskade de verbinding tussen Vreewijk en Zuidwest.
De genoemde grenzen, die in enkele gevallen een flinke barrière vormen, maken dat Vreewijk een naar zichzelf gekeerde wijk is, die nog de meeste relaties kent met de aan de overkant van de singel gelegen Academiewijk en met Tuinstadwijk-Staalwijk, aan de overzijde van de Jan van Goyenkade.

### Geschiedenis van de wijk

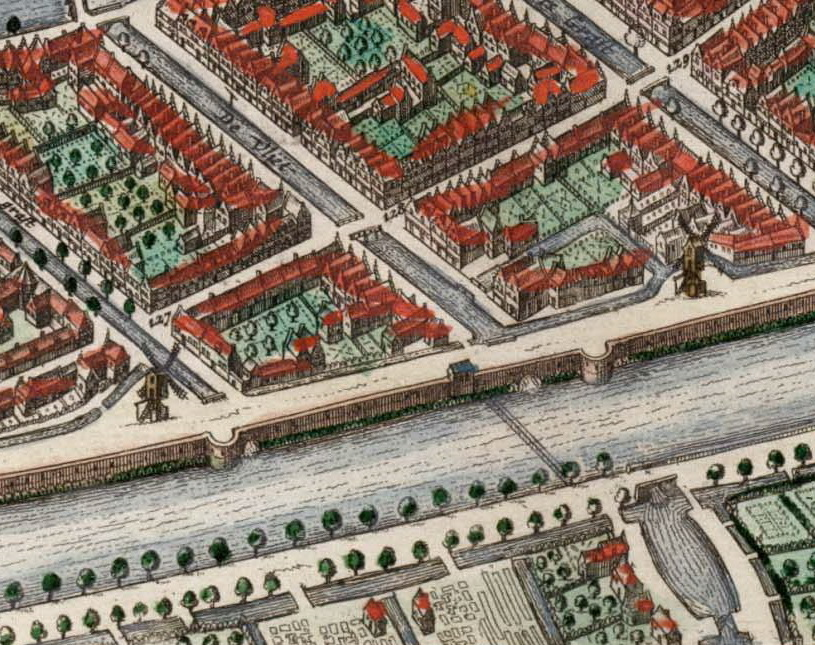
Plattegrond Vreewijk in 1649

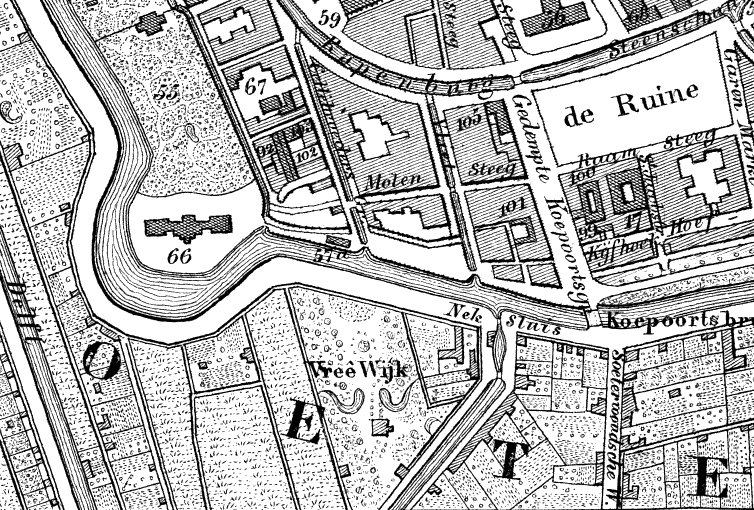
Plattegrond Vreewijk in 1870

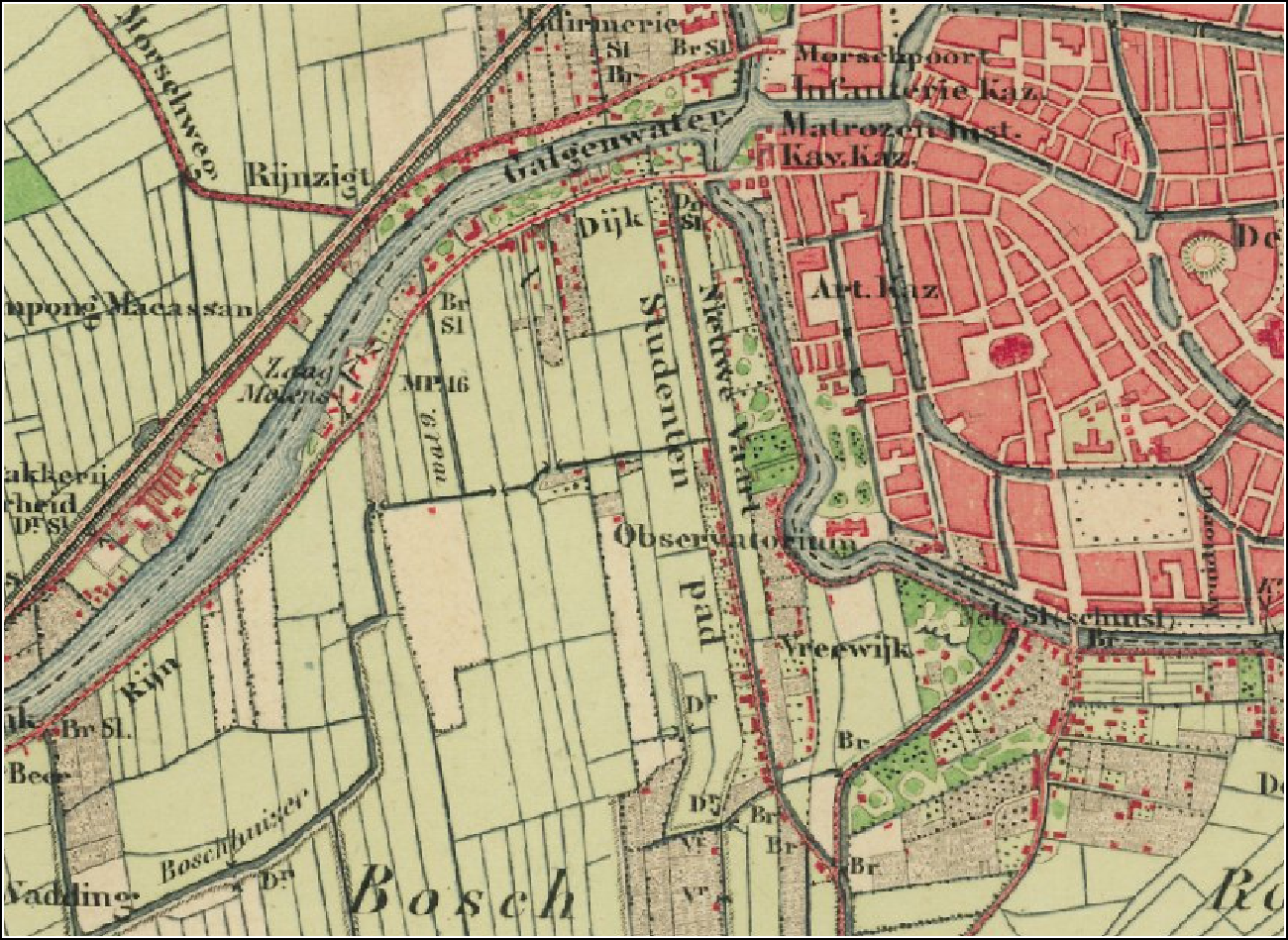
Vreewijk en omgeving in 1876

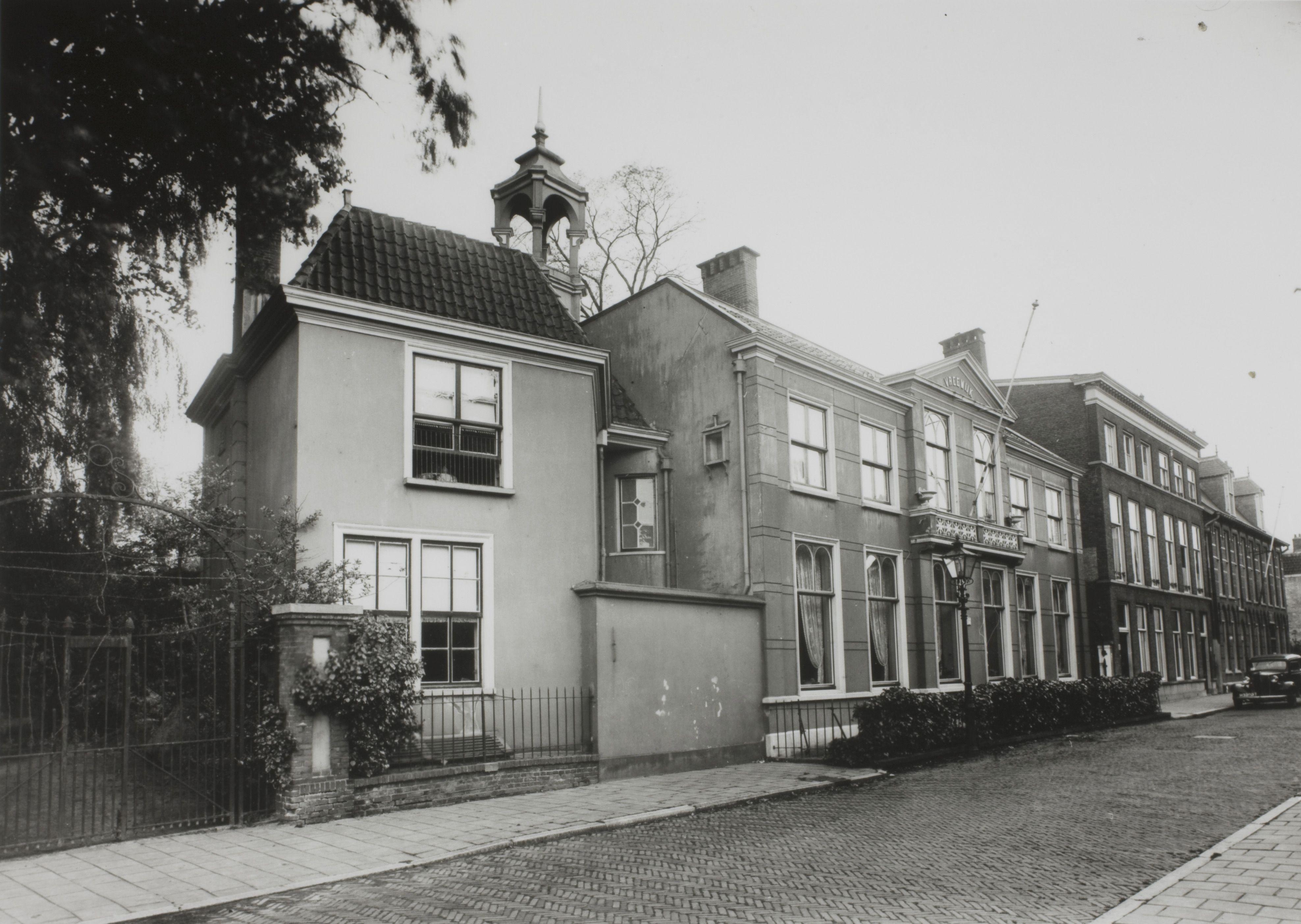
Huize Vreewijk in 1935

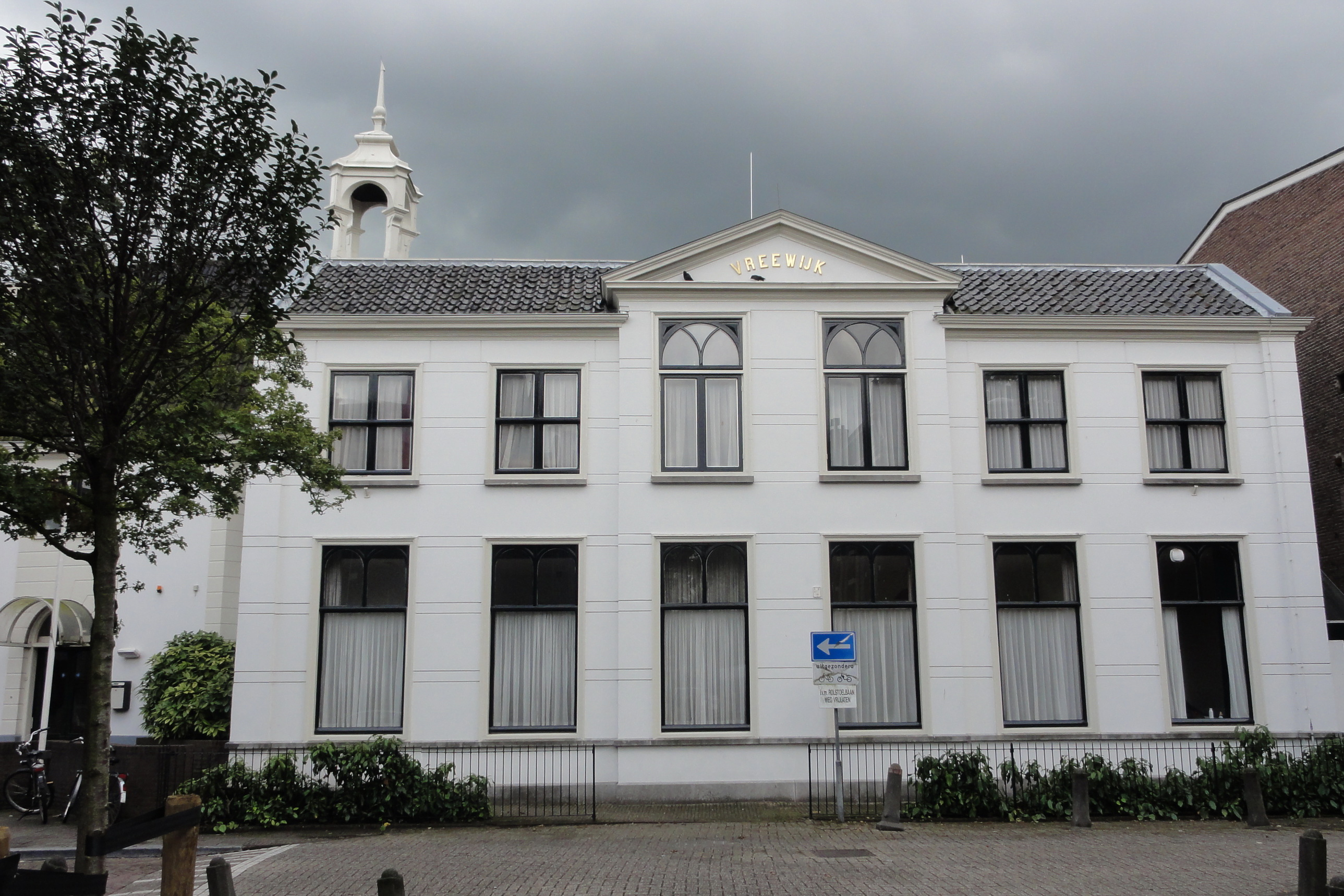
Huize Vreewijk in 2011

Vreewijk heeft haar naam te danken aan Huize Vreewijk. Deze buitenplaats is tussen 1712 en 1728 als buitenplaats ontstaan uit samenvoeging van diverse stukken grond. Deze buitenplaats wordt voor het eerst genoemd in 1761, toen heette zij nog Spawijck. Pas in 1848 is deze naam omgedoopt tot Vreewijk.
Er werd hier een buitenhuis gebouwd door mr. H. van Buuren. In 1800 wordt Spawijck omschreven als een 'aanzienlijk buiten met herenhuis, koepel, tuinmanswoning, menagerie in een 'Engelse tuin' met waterpartijen'. In 1848 wordt het gekocht door prof. J.M. Schrant en wordt Spawijck omgedoopt tot Vreewijk. Rond 1860 werd het huis ingrijpend verbouwd en kreeg het zijn huidige neoclassicistische uiterlijk. In 1881 werd de buitenplaats Vreewijk verkocht aan projectontwikkelaar Hendrik Swaan, waarna de aanleg van de woonwijk Vreewijk begon als de eerste planmatige uitbreiding van Leiden buiten de singels. Het herenhuis bleef gespaard en werd tot 1949 particulier bewoond. Daarna werd het een onderkomen voor bejaarden. In 1983 werd huize Vreewijk grondig verbouwd, waarbij het oorspronkelijke interieur grotendeels verloren ging. Het heeft nu de status van gemeentelijk monument.
De geschiedenis van de wijk gaat echter verder terug. Een stadskaart van 1646 toont aan dat er toen al bebouwing in de huidige Vreewijk aanwezig was. Deze bestond uit verspreide bebouwing langs de aanwezige weg- en waterlopen. De Rijn en de Vliet begrenzen van oudsher de wijk. De langs de Rijn gelegen invalsroute Haagweg is eveneens een onderdeel van de structuur van de wijk. De in 1638 aangelegde Trekvliet moest dienen voor de vaart op Den Haag en Delft. Langs deze structurerende elementen ontstond enige bebouwing. Het ‘binnengebied’ was nog grotendeels onbebouwd, hier bevonden zich slechts enkele buitenplaatsen, zoals het genoemde huize Vreewijk en Groenhoven.
Deze situatie veranderde vanaf 1850. Vanaf dit moment begon een trek vanuit de overvolle binnenstad naar het buitengebied, waar de grond ook goedkoper was. Dit resulteerde in de bebouwing van het Noordeindeplein en de Witte Singel. Bovendien kwam in 1878 de spoorlijn van de Nederlandsche Rhijnspoorweg-Maatschappij (NRS) naar Woerden gereed. Langs de Trekvliet ontstond een lintbebouwing, de huidige Rijn- en Schiekade. Van het toenmalige station bij de Haagweg resteren slechts de Staatsspoorbrug en de Spoorweghaven. Ter vervanging van de eerste brug uit 1878 werd in 1941 de huidige brug gebouwd en die heeft nu de status van gemeentelijk monument.
Vreewijk behoorde geruime tijd nog tot de gemeente Zoeterwoude. Met de annexatie van 1 augustus 1896 werd de grens van Zoeterwoude met Leiden verlegd van de singels naar de spoorlijn Leiden - Utrecht en de Roomburgerwetering, sinds dat moment behoort Vreewijk tot Leids grondgebied. In deze periode werd ook het ‘binnengebied’ volgebouwd, waarbij de buitenplaatsen, zoals huize Vreewijk, opgenomen werden in de stadsuitbreiding. Deze stadsuitbreiding kwam tot stand door de woningnood als gevolg van de Industriële Revolutie. Rond de wisseling van de negentiende naar de twintigste eeuw kwam ook de eerste universitaire uitbreiding buiten de singels tot stand. Andere functies die in het gebied een plaats vonden waren de recreatieve, bijvoorbeeld de uitspanning “Oud Hortuszicht”, het kantoor van het Leidsch Dagblad langs de Haagweg, waar nu het kantongerecht zit, en het Diaconessenhuis. De eerstgenoemde bestaat nu niet meer en het ziekenhuis heeft in de jaren 70 van de twintigste eeuw plaatsgemaakt voor grootschalige nieuwbouw van de universiteit.
De Trekvliet ten slotte is halverwege de vorige eeuw gedempt ten behoeve van een verkeersweg. Deze is er echter nooit gekomen en is de Trekvliet weer opengegraven.

### Straatnamen
Uit de projectontwikkeling aan het eind van de 19e eeuw stammen enkele eenvoudige Zoeterwoudse straatnamen, als de Eerste-, Midden-, Laatste- en Dwarsstraat. In 1903 werden zij vervangen door resp. de Bilderdijk-, Hugo de Groot-, Gerrit Dou- en Vreewijkstraat.
Ook in 1903 werd het jaagpad op de westkade van de Vliet omgedoopt in de Jan van Goyenkade.
De Witte Rozenstraat heeft een lange geschiedenis: van oudsher waren hier -aan toen nog de Witte Rozenlaan- vele bloemisterijen gevestigd. Reeds in 1714 is daarvan sprake bij de Witte Rozenachterlaan. In 1910 is de sloot langs het vroegere laantje gedempt en kwam de straataanleg tot stand, wat in 1911 werd gevolgd door de nieuwe straatnaam Witte Rozenstraat.
Alle straatnamen en hun herkomst zijn:
- Bilderdijkstraat, naar Willem Bilderdijk (Amsterdam, 7 september 1756 - Haarlem, 18 december 1831),  Nederlands geschiedkundige, taalkundige, dichter en advocaat.
- Gerrit Doustraat, naar Gerrit Dou, ook Gerard genoemd (Leiden, 7 april 1613 - aldaar begr., 9 februari 1675), een Nederlandse kunstschilder.
- Groenhovenstraat, naar de voormalige buitenplaats Groenhoven aan de Witte Singel. Op het terrein bevinden zich nu de woonhuizen rond de Groenhovenstraat en een deel van het aangrenzende universiteitscomplex.
- Haagweg, naar de bestemming: Den Haag.
- Hugo de Grootstraat, naar Hugo de Groot (Delft, 10 april 1583 – Rostock, 28 augustus 1645), een Nederlands rechtsgeleerde en schrijver.
- Jan van Goyenkade, naar Jan Josephsz. van Goyen (Leiden 13 januari 1596 – Den Haag, 27 april 1656), een Nederlands landschapsschilder uit de Gouden Eeuw.
- Maliebaan, naar de voormalige hier gelegen baan ten behoeve van het maliespel.
- Noordeindeplein naar het Noordeinde.
- Rijn- en Schiekade: In 1891 werd de uit 1638 stammende trekvaart richting Delft en Den Haag verbreed en doorgetrokken naar de Rijn, het Galgewater, zodat ook de grote scheepvaart buiten het centrum van Leiden om kon varen. Dit was de eerste gegraven Rijn- en Schieverbinding, waaraan de Rijn- en Schiekade haar naam dankt.
- Vreewijkstraat, naar Huize Vreewijk.
- Witte Rozenstraat, naar de Witte Rozen(achter)laan uit 1714.
- Witte Singel: een keuze uit drie mogelijkheden: allereerst kan het klooster van de Witte Nonnen aan het Rapenburg naamgever zijn, maar ook de activiteit van het drogen of bleken van witte lakens op deze stadswal. Een derde mogelijkheid is een vernoeming naar de voormalige Witte Poort.

### Huidige karakter van de wijk
De Vreewijkbrug bij het begin van de Kaiserstraat kent een afwisselend karakter. Het noordelijke, smalle gedeelte, dat wordt ingeklemd tussen de Witte Singel, de Haagweg en de Rijn- en Schiekade wordt gedomineerd door de bebouwing van de universiteit. Deze bebouwing, het Witte Singelcomplex, stamt uit de jaren 70 van de vorige eeuw en is in laagbouw uitgevoerd. Deze functie levert overdag een levendig straatbeeld op, dankzij een komen en gaan van studenten, docenten en andere werknemers die verbonden zijn aan de universiteit. Hier wordt de wijk als het ware beheerst door de universiteit.
Naast de universiteit zorgen ook het kunstcentrum Haagweg 4 (in de voormalige Ambachtsschool) het Kantongerecht voor bijzondere functies in dit gedeelte van Vreewijk. Langs de Witte Singel domineert een gemengd karakter, waaronder wonen en kantoren. De Rijn- en Schiekade kent hoofdzakelijk een woonfunctie met een ondergeschikte gemengde functie, zoals kantoren en bedrijfjes. Op het achter de huizen gelegen Haagwegterrein zijn in de periode 2015-2016 64 woningen gebouwd op een gedeelte van het oude rangeer- en overslagterrein vlak bij het spoor Leiden - Utrecht. Via een nieuw fiets- en voetgangerspad tussen de bestaande woningen aan de Rijn- en Schiekade 65 en 66 is er een directe verbinding met de wijk. De ontsluiting voor autoverkeer vindt plaats over een weg langs het spoor naar de Haagweg. Het project droeg de naam 'Tevreewijk'.
Het zuidelijke gedeelte van Vreewijk, in de vorm van een driehoek, kent overwegend een woonfunctie. De bebouwing wordt in deze straten bepaald door eengezinswoningen en meergezinswoningen. Andere in het oog springende functies die als het waren solitair tussen de woonbebouwing staan zijn het verzorgingshuis Groenhoven tussen de Rijn- en Schiekade en de Witte Rozenstraat, en enkele gemengde functies in de Vreewijkstraat (zoals een kinderdagverblijf, een woonvoorziening voor mensen met een verstandelijke beperking en een woonvoorziening voor mensen met een psychiatrische aandoening).
De detailhandelsfunctie is niet meer aanwezig in de wijk, de winkels in Herenstraat en Doezastraat liggen nog wel vlakbij, al lijken ze bedreigd te worden door de Retailvisie Leidse Regio 2025. Het karakter van de wijk wordt dus bepaald door een gemengd karakter langs de Witte Singel, de dominante universiteitsbebouwing in het noordelijke gedeelte en een woonfunctie in het zuidelijke gedeelte.

## Architectuur
In Vreewijk zijn ook opmerkelijke gebouwen van na de annexatie van dit voormalig deel van de gemeente Zoeterwoude te vinden. Twee daarvan werden ontworpen door vrouwelijke architecten, wat op zich al bijzonder is, want dat was toen nog een echt mannenberoep. 't Kasteeltje bij de Trekvliet is ontworpen door Margarethe Nieuwenhuis Barones Von Uexküll Guldenbandt (1911). Het daarnaast gelegen woonhuis op de hoek met de Witte Rozenstraat is een ontwerp van Tatjana Afanasjeva (1913-1914), de echtgenote van de hoogleraar Ehrenfest. Bekend is dat Albert Einstein hier regelmatig logeerde.
Ook opvallend zijn de herenhuizen van de (in Leiden) beroemde architect H.J. Jesse aan de Witte Singel (1907 en 1912) en de voormalige Universiteitslaboratoria aan de Hugo de Grootstraat (1895-1898), door Jacobus van Lokhorst ontworpen in zijn eigen neogotische 'laboratoriumstijl'. In 2010 zijn deze gebouwen verbouwd tot appartementen.

## Bezienswaardigheden

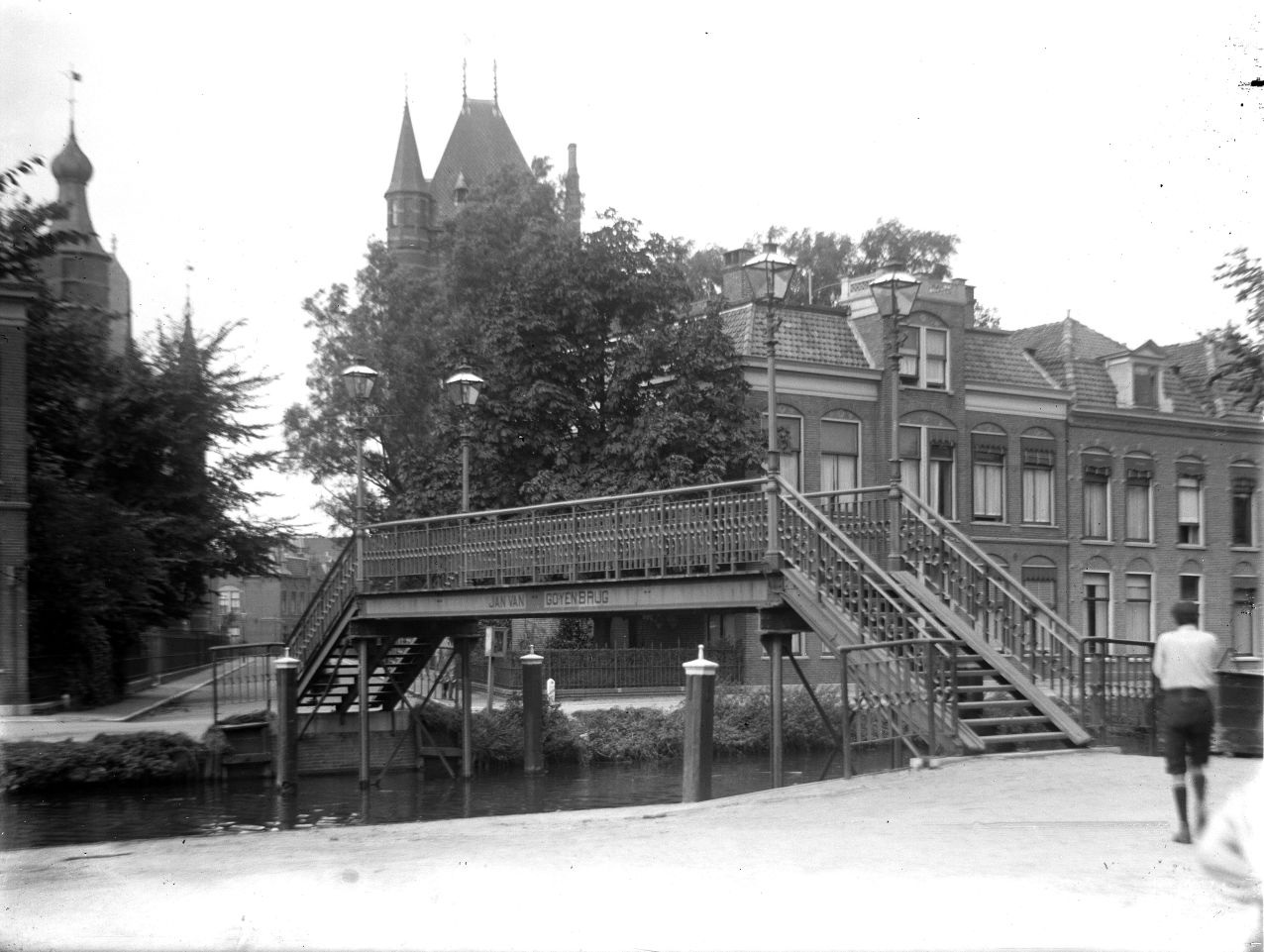
De Jan van Goyenbrug in 1924 (Beeldbank Regionaal Archief Leiden)

- Hugo de Grootstraat 25-31 - het voormalige Laboratorium voor Organische Chemie (1896-1898, uitbreiding 1910 door J.A.W.Vrijman); later in gebruik bij de Juridische Faculteit van de Rijksuniversiteit te Leiden, tegenwoordig vrije sector appartementen.
- Hugo de Grootstraat 32 - het voormalige Farmaceutisch laboratorium (1895-1897), beide laboratoria zijn rijksmonumenten en gebouwd naar ontwerp van J. van Lokhorst. De beide grote, twee- en drielaagse panden kenmerken zich door het gebruik van torenvormige bouwlichamen, door toepassing van verschillende kleuren strengpersstenen en door neogotische motieven. Later in gebruik bij de Juridische Faculteit van de Rijksuniversiteit te Leiden, tegenwoordig appartementen voor gastdocenten en -studenten.
- Jan van Goyenkade t.h.v. 29 - Jan van Goyenbrug ofwel het kippen- of trappetjesbruggetje, de verbinding tussen de Hugo de Grootstraat en de Stadhouderslaan
- Jan van Goyenkade 44 - 't Kasteeltje bij de Trekvliet, een op vierkante plattegrond tot stand gekomen tweelaags pand met een schilddak. Het in rode strengperssteen uitgevoerde woonhuis - op een eilandje gesitueerd - wordt gekenmerkt door een op de zuidwesthoek gelegen, ronde, drielaagse torenaanbouw, een met enige rondbogen geopende loggia op de eerste verdieping van de zuidoosthoek en een erker in het westen. Het rijksmonument werd in 1911 gebouwd door J. Botermans naar een ontwerp van mevrouw M. von Uexküll Guldenbandt.
- Noordeindeplein - herenhuizen
- Vreewijkstraat 8 - Huize Vreewijk, het landhuis dat behoort bij de vroegere buitenplaats Vreewijk. Het landhuis, voorheen Spawijk geheten, werd in 1734 gebouwd en in 1775 gewijzigd naar ontwerp van A. van Warendorp. Rond 1850 werd het opnieuw gewijzigd.
- Vreewijkstraat 12 - Rijkszuivelstation (1902)
- Witte Rozenstraat 57 - Ehrenfesthuis (1913-1914)
- Witte Singel 1 - voormalig gebouw Leidsch Dagblad (nu Kantongerecht)
- Witte Singel t.h.v. 1 - Borstbeeld Rembrandt
- Witte Singel 26-27 - Universiteitsbibliotheek
- Witte Singel / hoek Witte Rozenstraat - parkje Oud-Hortuszicht (vroeger stond hier de uitspanning “Oud Hortuszicht”)
- Witte Singel - De Draaimolen (1907)
- Witte Singel 92-97 - Drielaags blok herenhuizen werd in het jaar 1903 in een aan jugendstil en neorenaissance verwante trant opgetrokken. Het zestal panden werd volgens een strak symmetrisch plan gebouwd: vier woningen met topgevel en erker met balkon en twee met dakkapel en vooruitstekend balkon. Deze geschakelde rijksmonumenten, waarvan de ontwerper onbekend is, zijn tegenwoordig ten dele in gebruik als kantoor.
- Witte Singel - Neksluisbrug over de Vliet. Vroeger lag hier de Neksluis of Naakte Sluis. Deze sluis was al in de middeleeuwen een onderdeel van de waterhuishouding van Rijnland. Er was een kolk voor wachtende schepen en een sluiswachterswoning.

## Fotogalerij

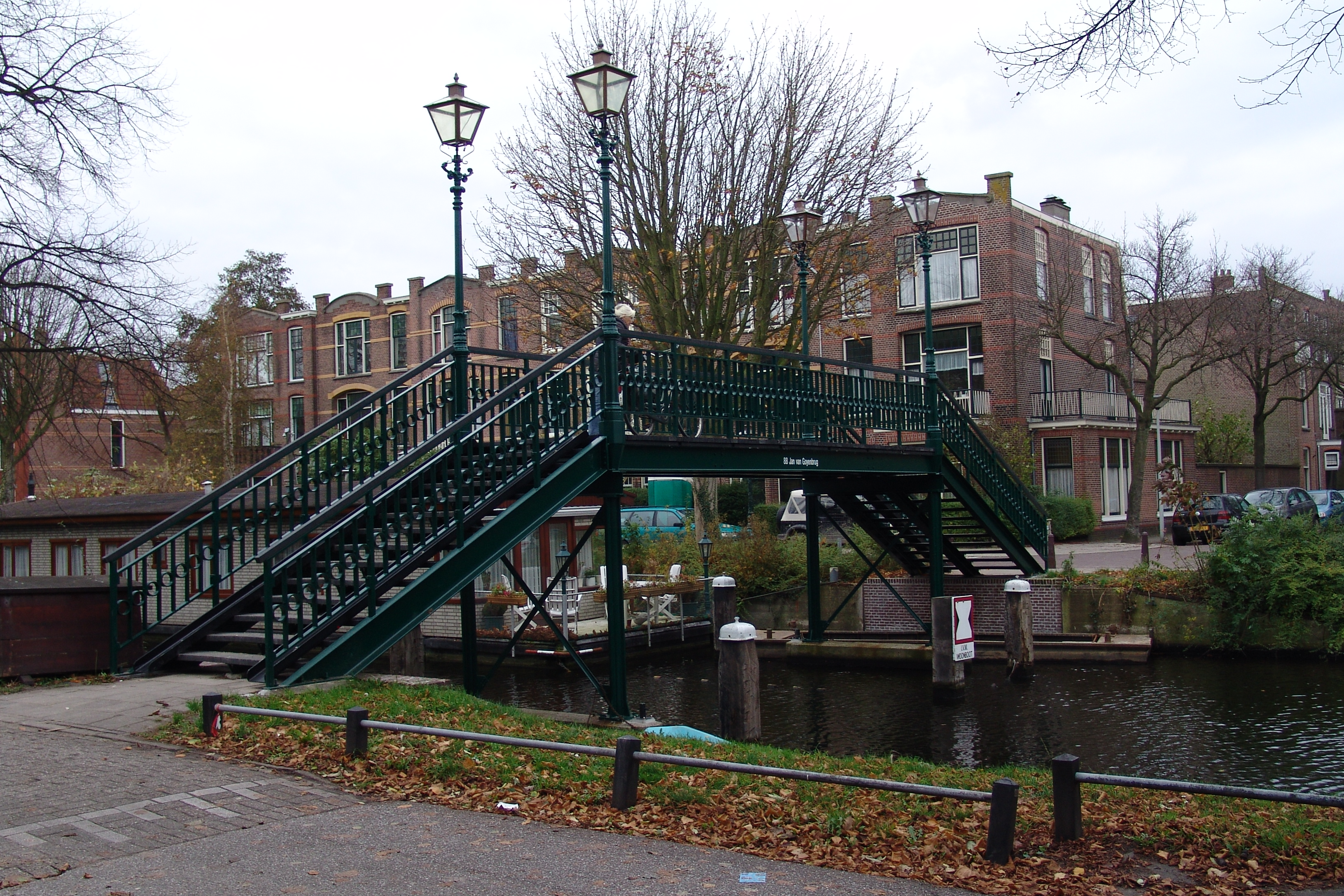
Jan van Goyenbrug, Jan van Goyenkade
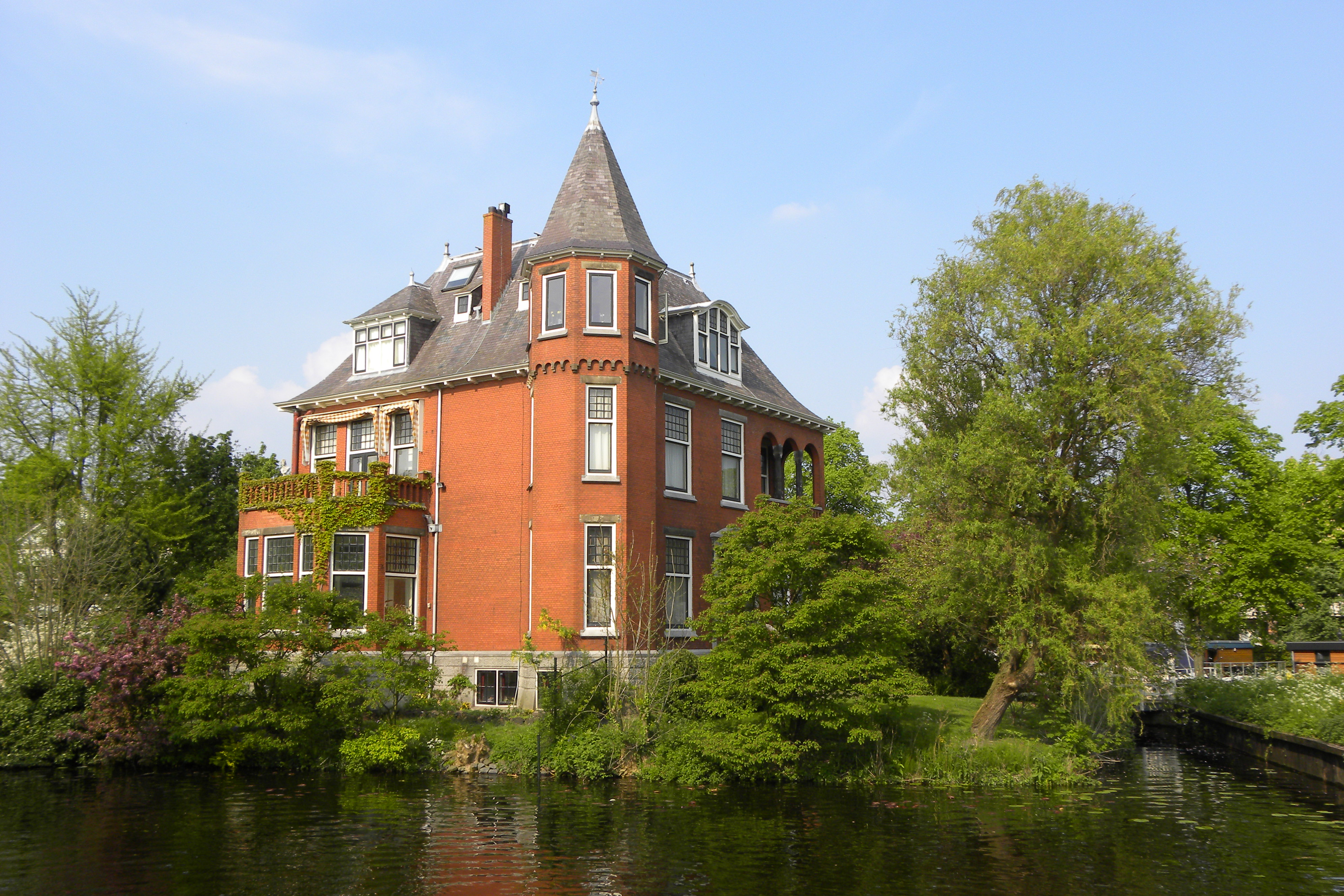
't Kasteeltje, Jan van Goyenkade 44
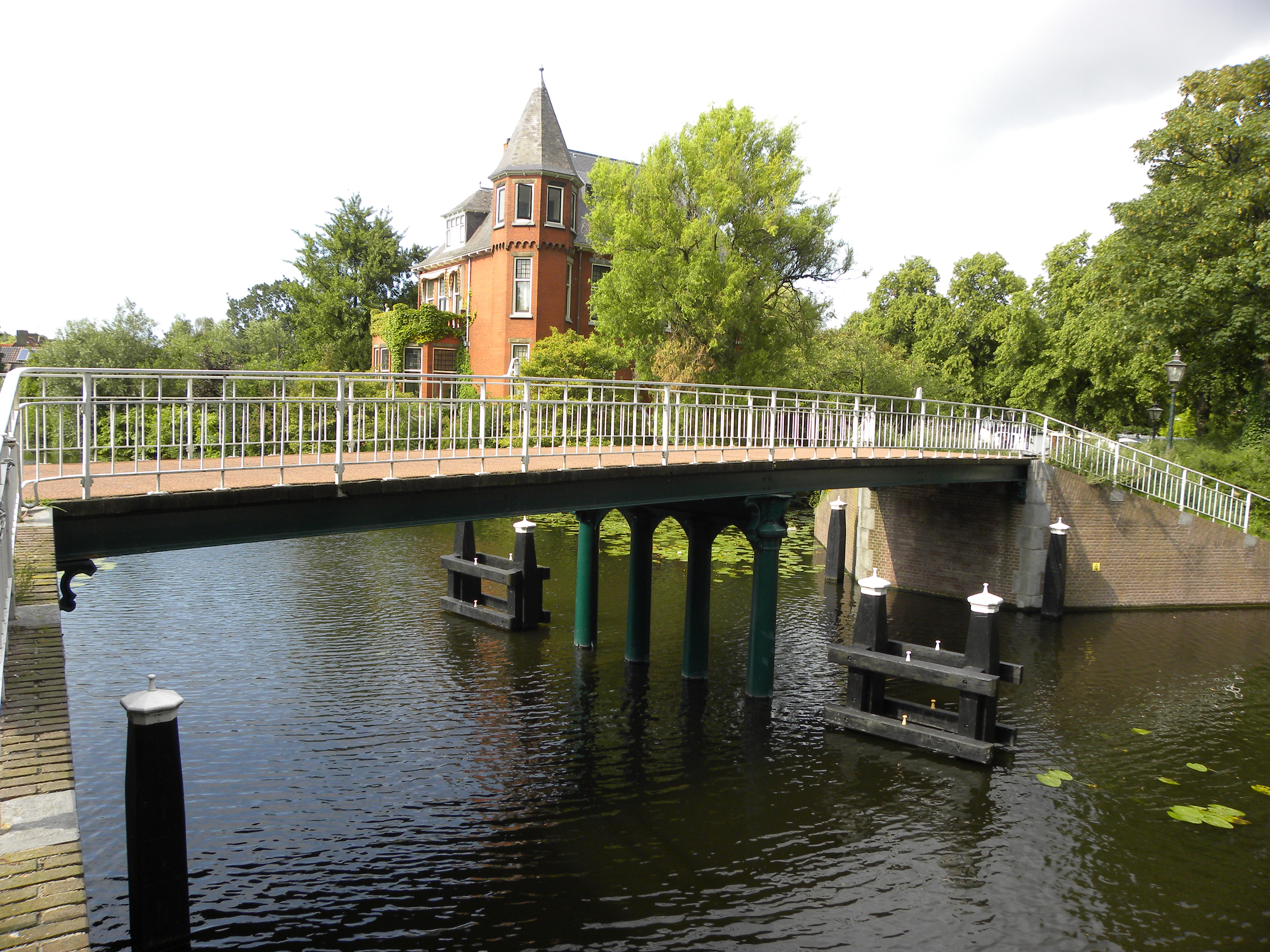
Wouterenbrug met op de achtergrond het Kasteeltje, Jan van Goyenkade
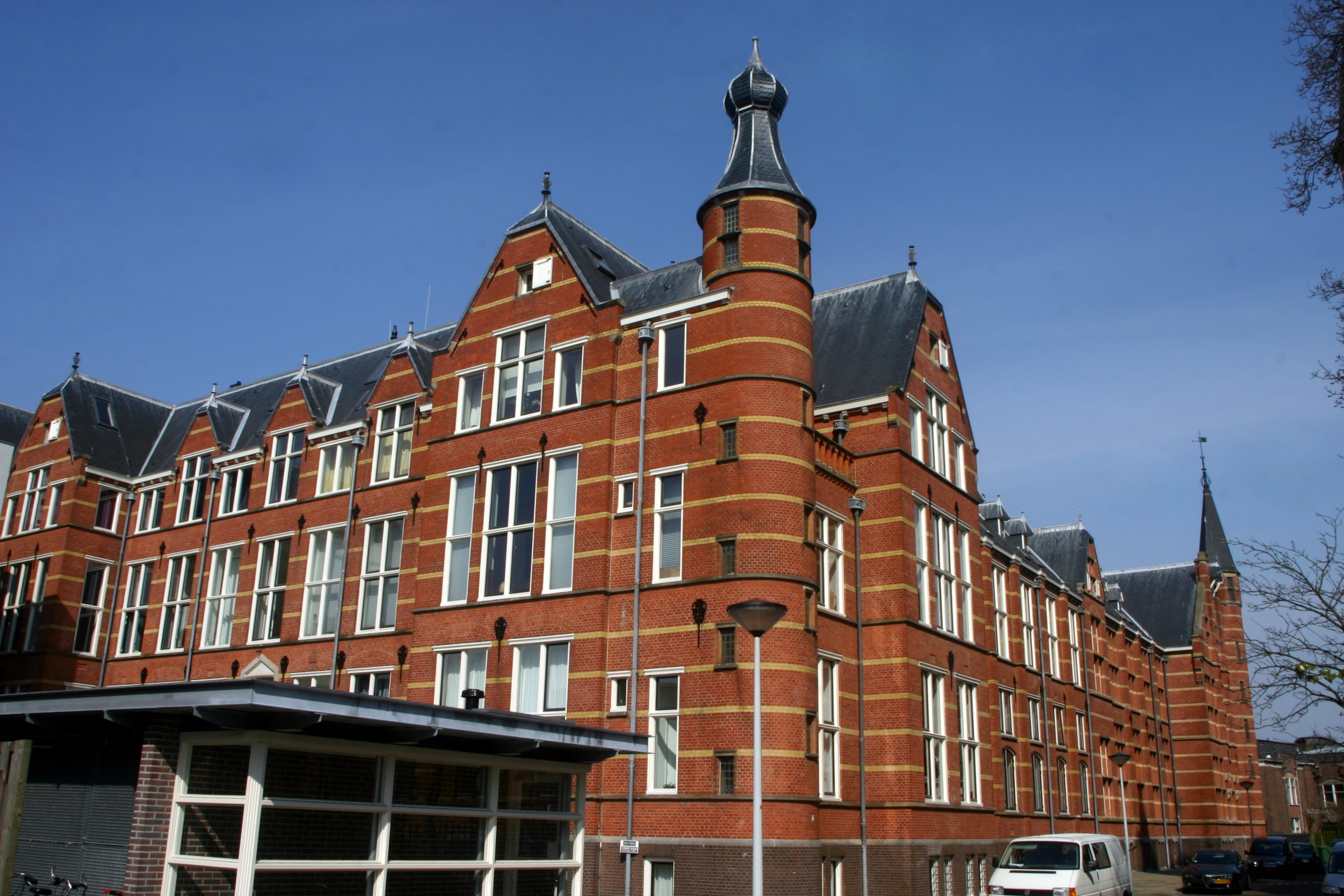
Laboratorium voor Organische Chemie, Hugo de Grootstraat 27
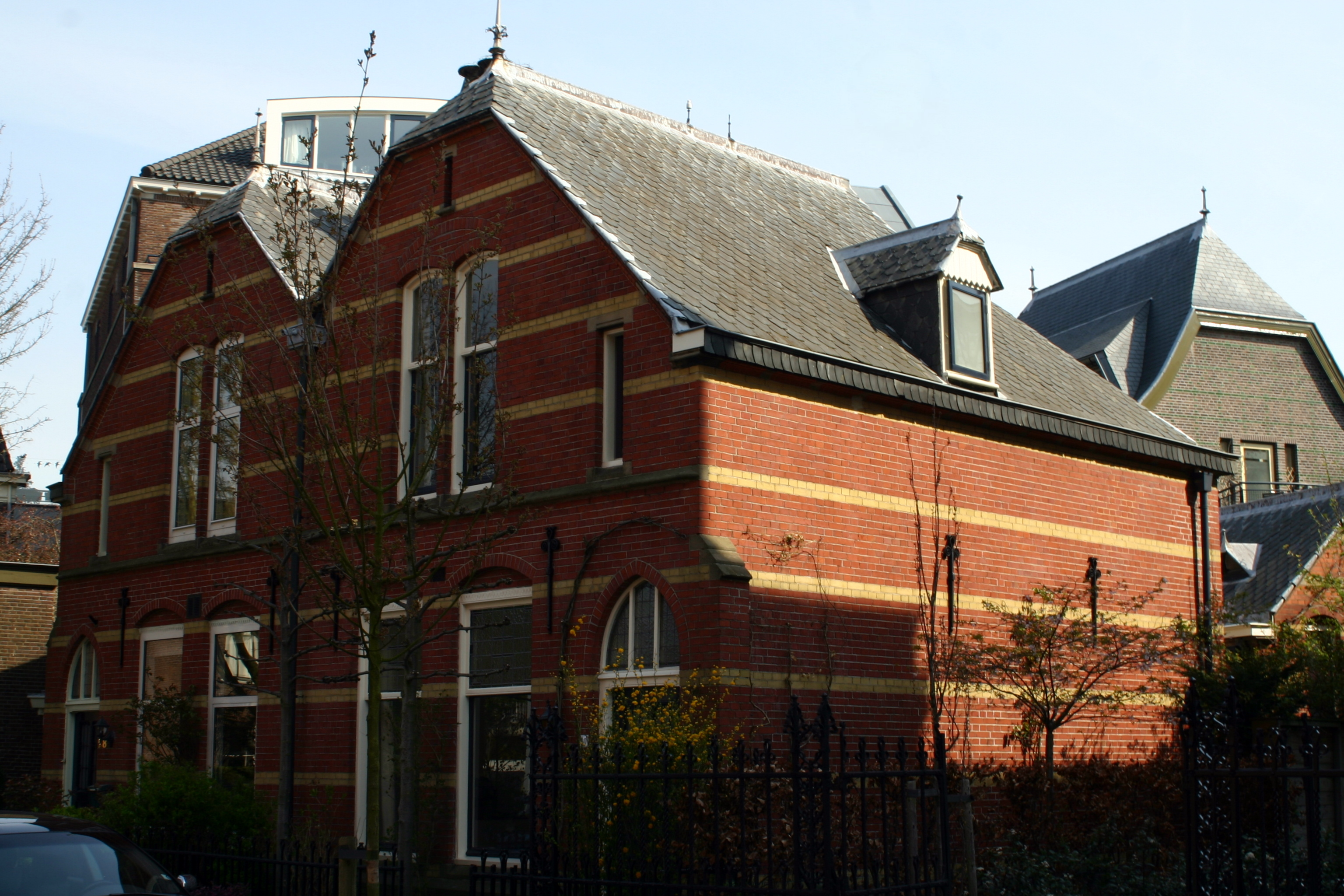
Dienstwoningen, Hugo de Grootstraat 28-30
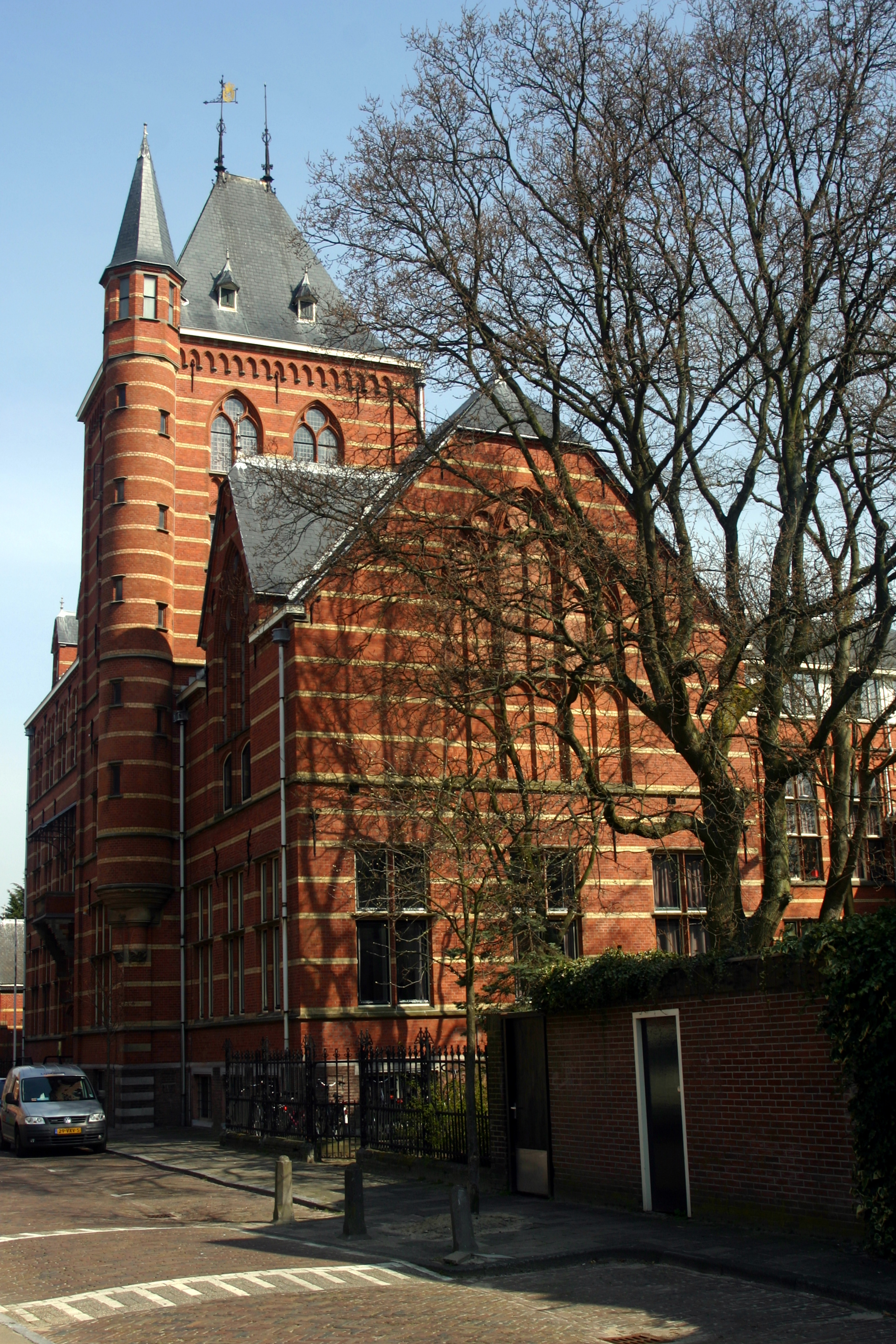
Farmaceutisch laboratorium, Hugo de Grootstraat 32
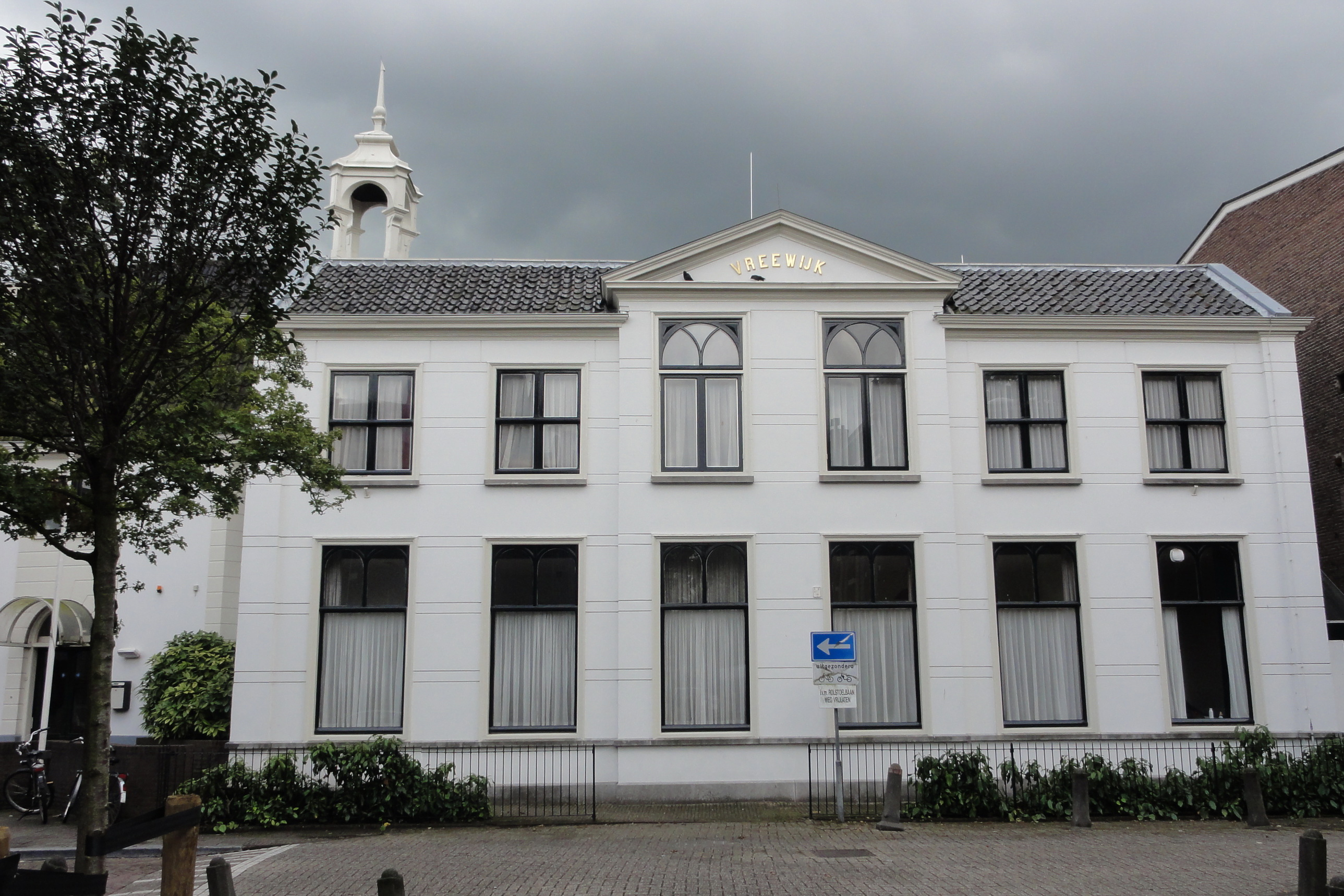
Huize Vreewijk, Vreewijkstraat 8
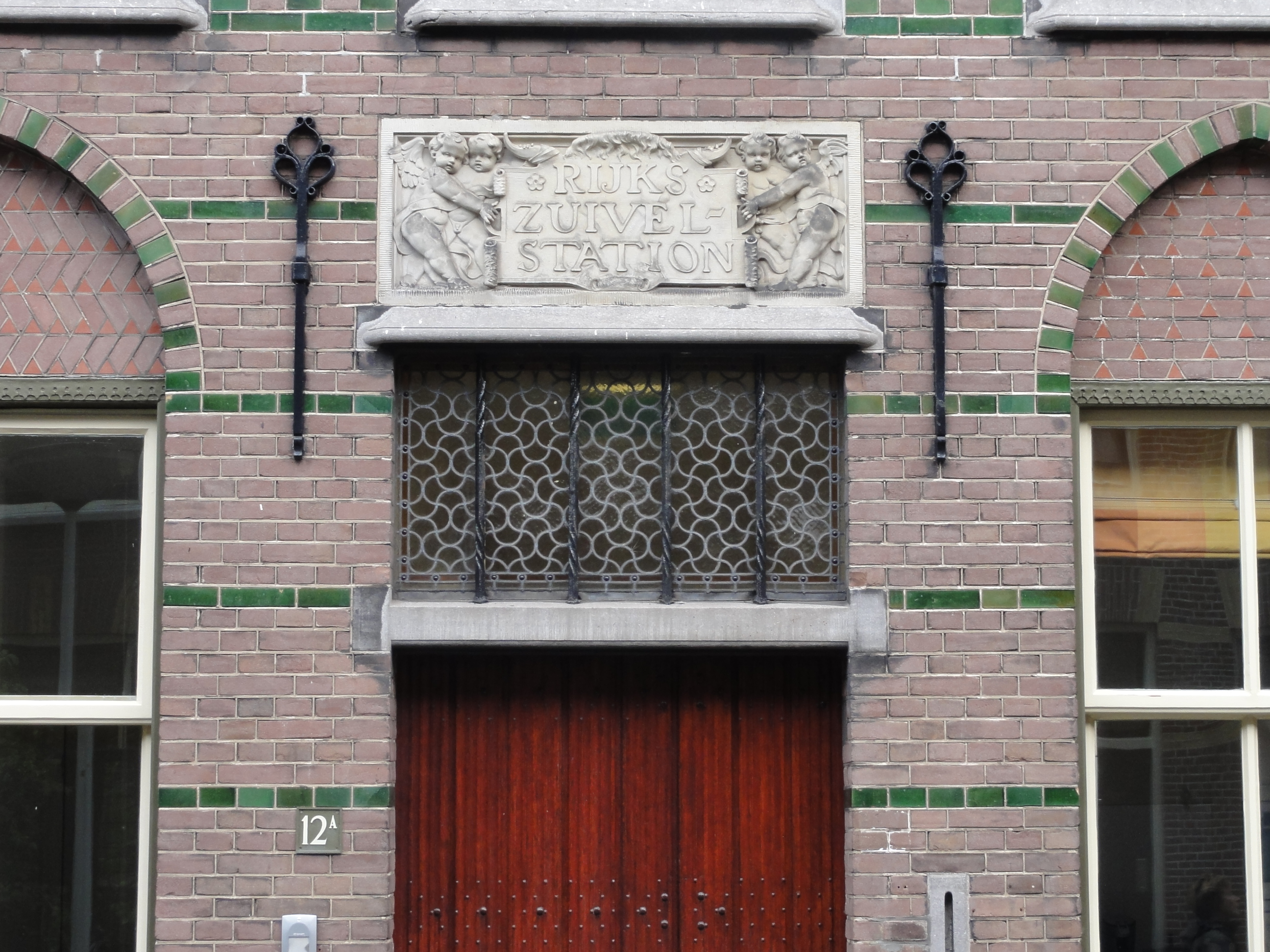
Rijkszuivelstation, Vreewijkstraat 12a
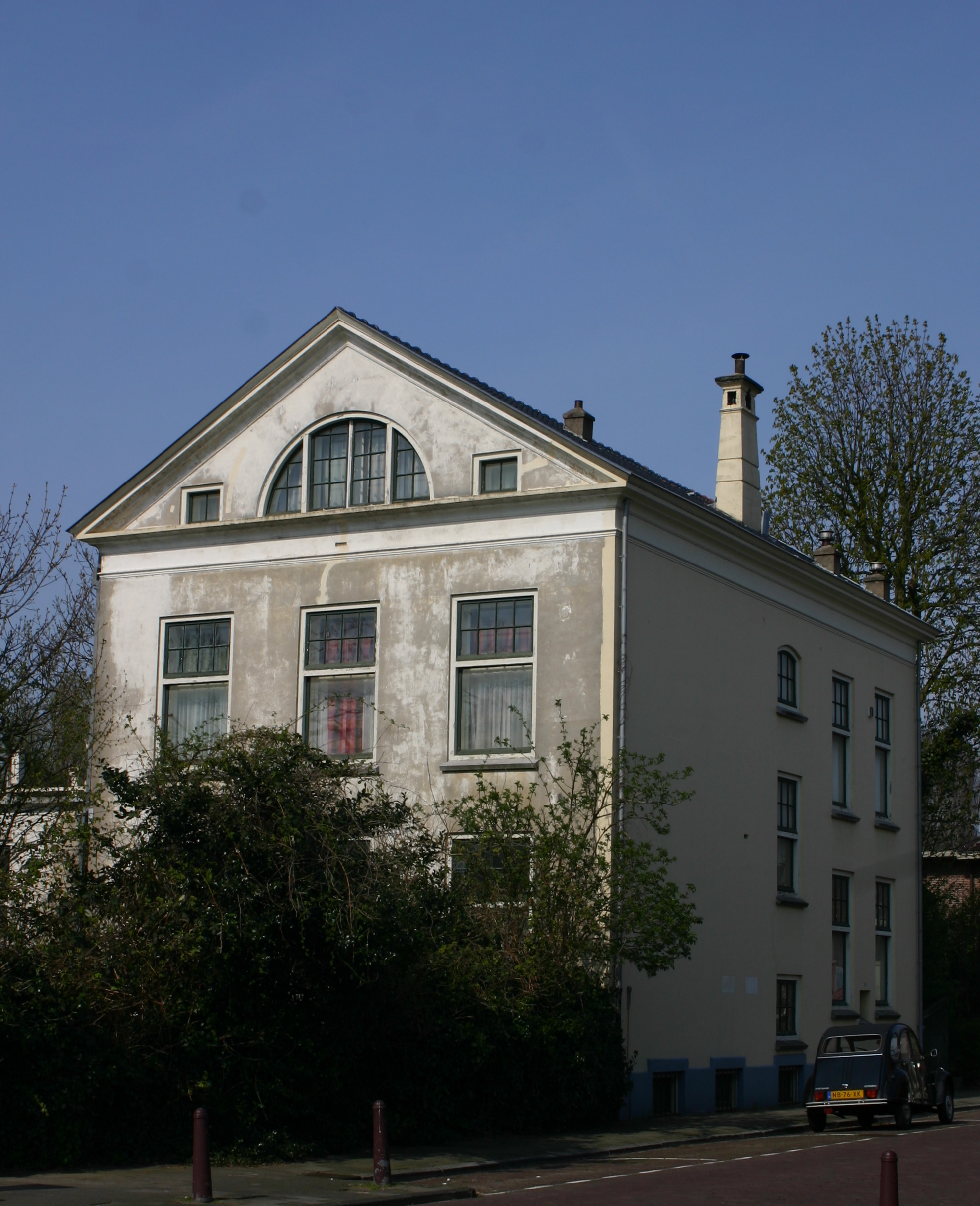
Ehrenfesthuis, Witte Rozenstraat 57
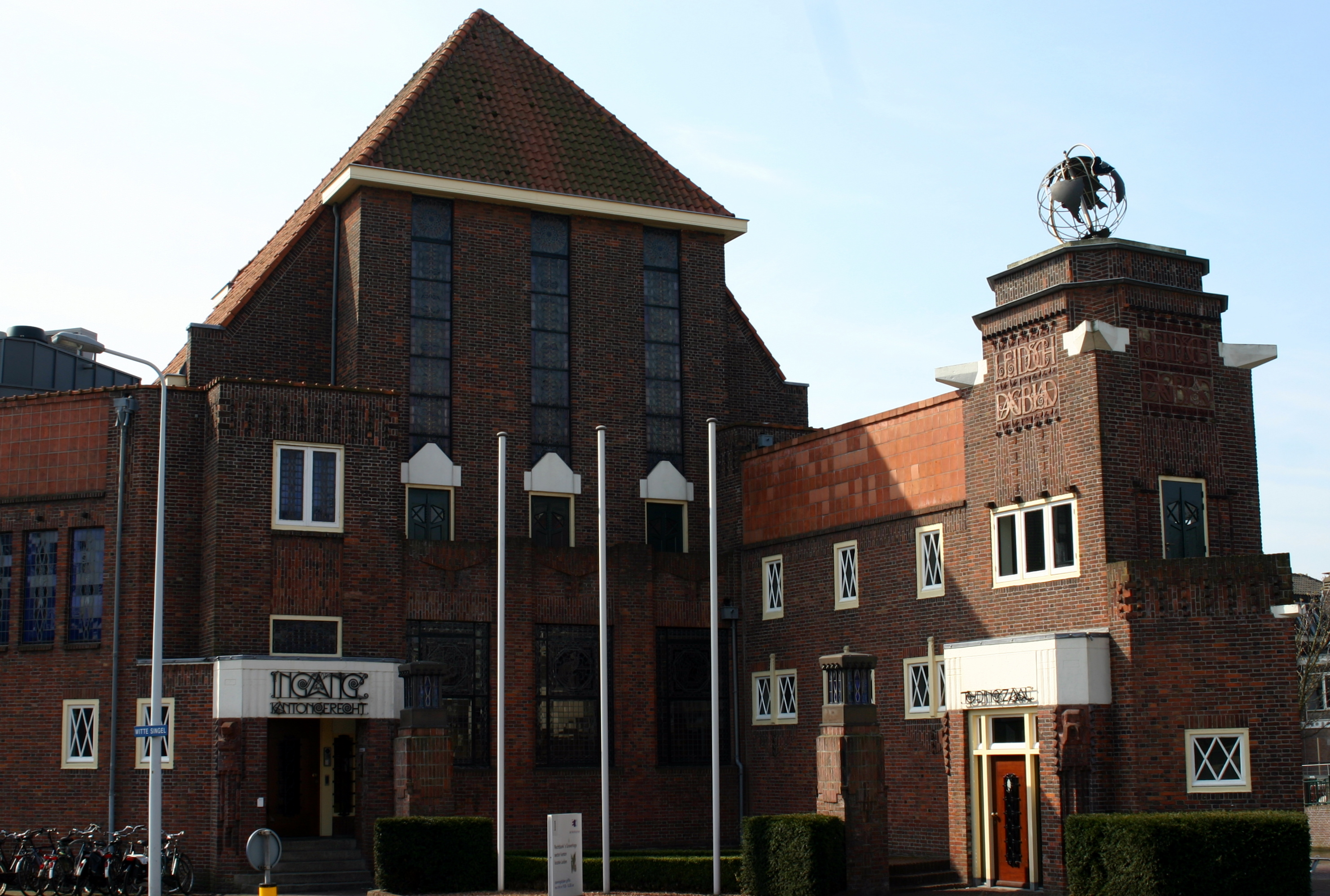
Gebouw Leidsch Dagblad, Witte Singel 1
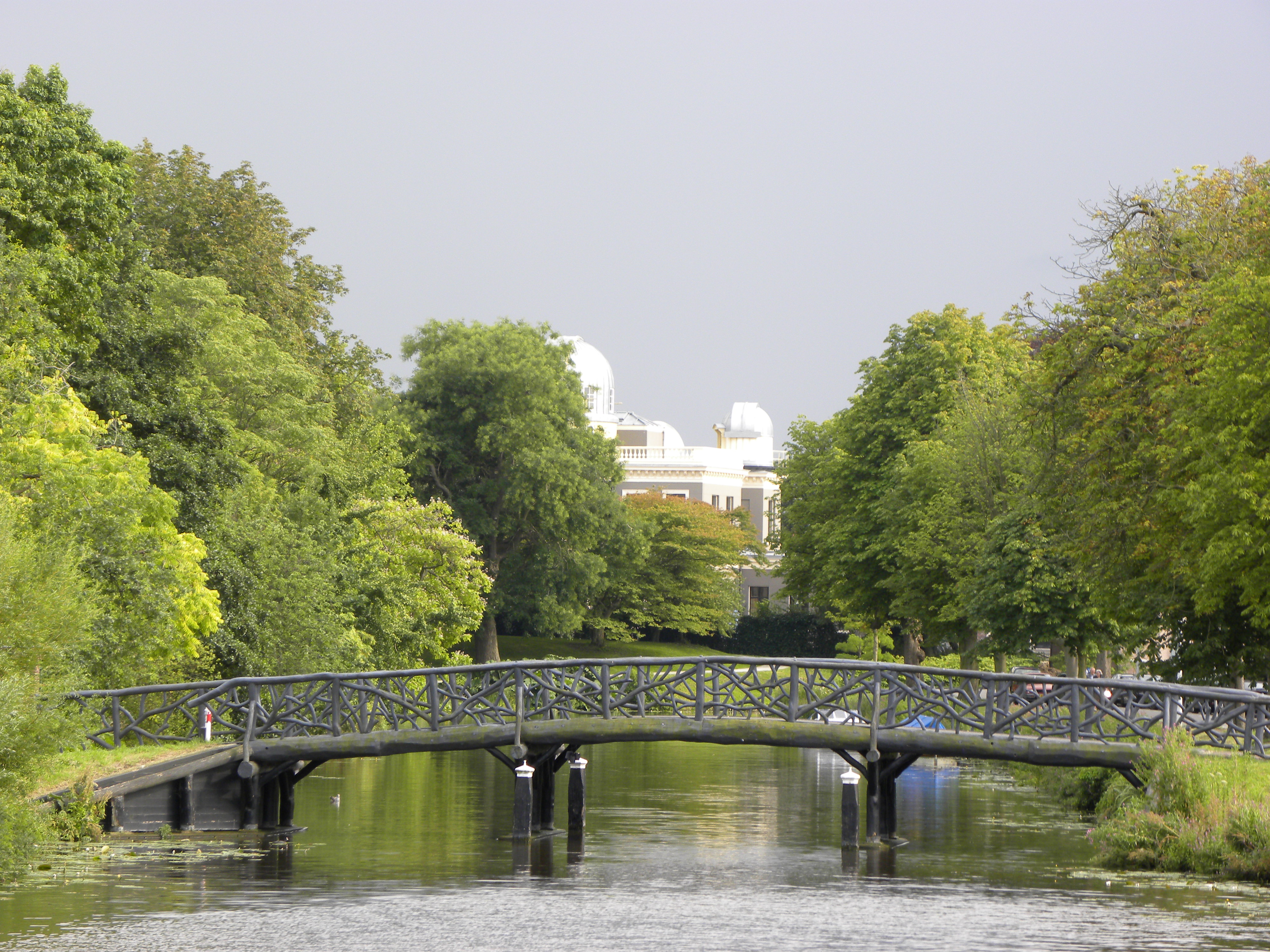
Paterbrug, t/o Witte Singel 27
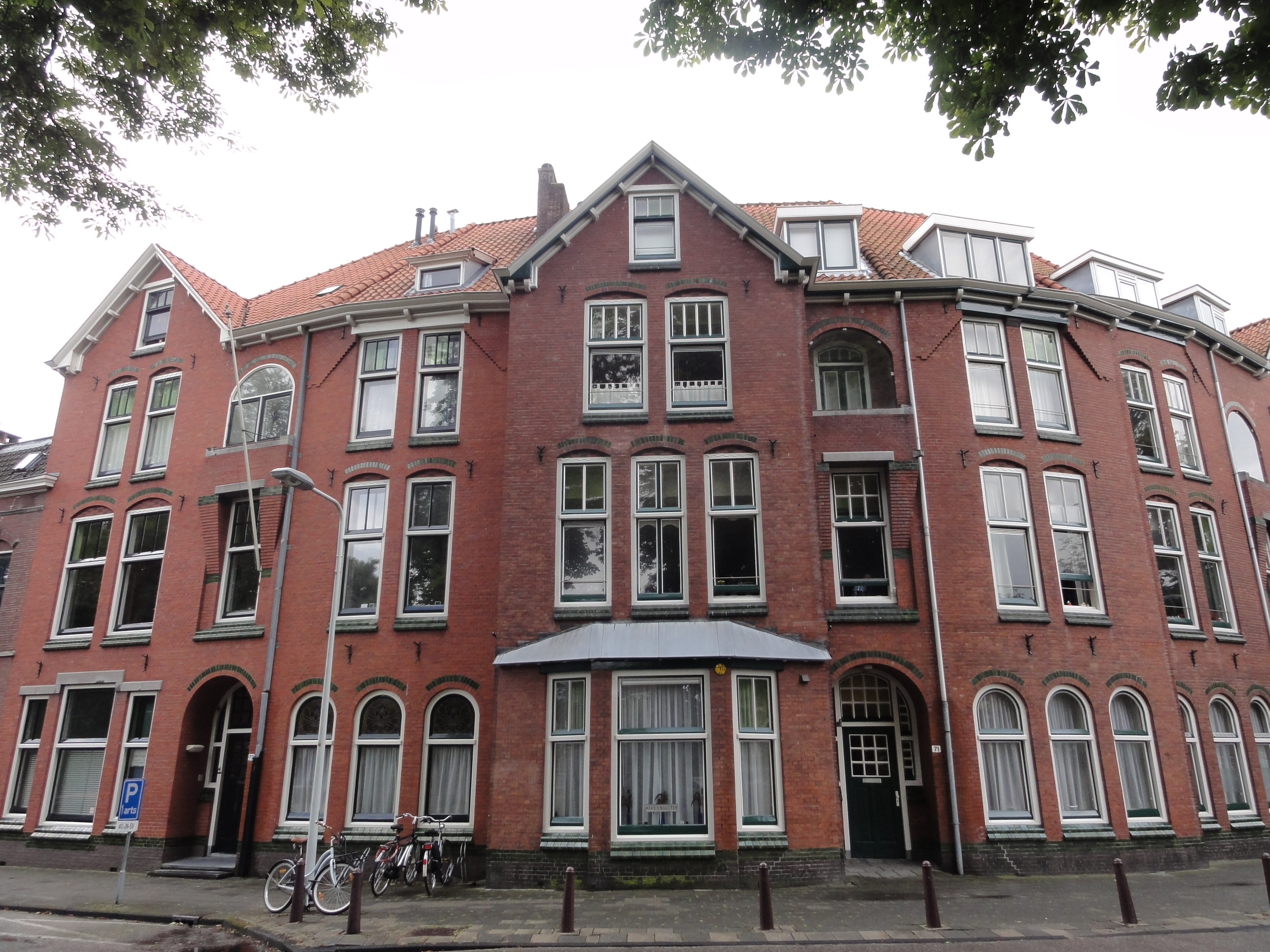
De draaimolen, Witte Singel 70-72
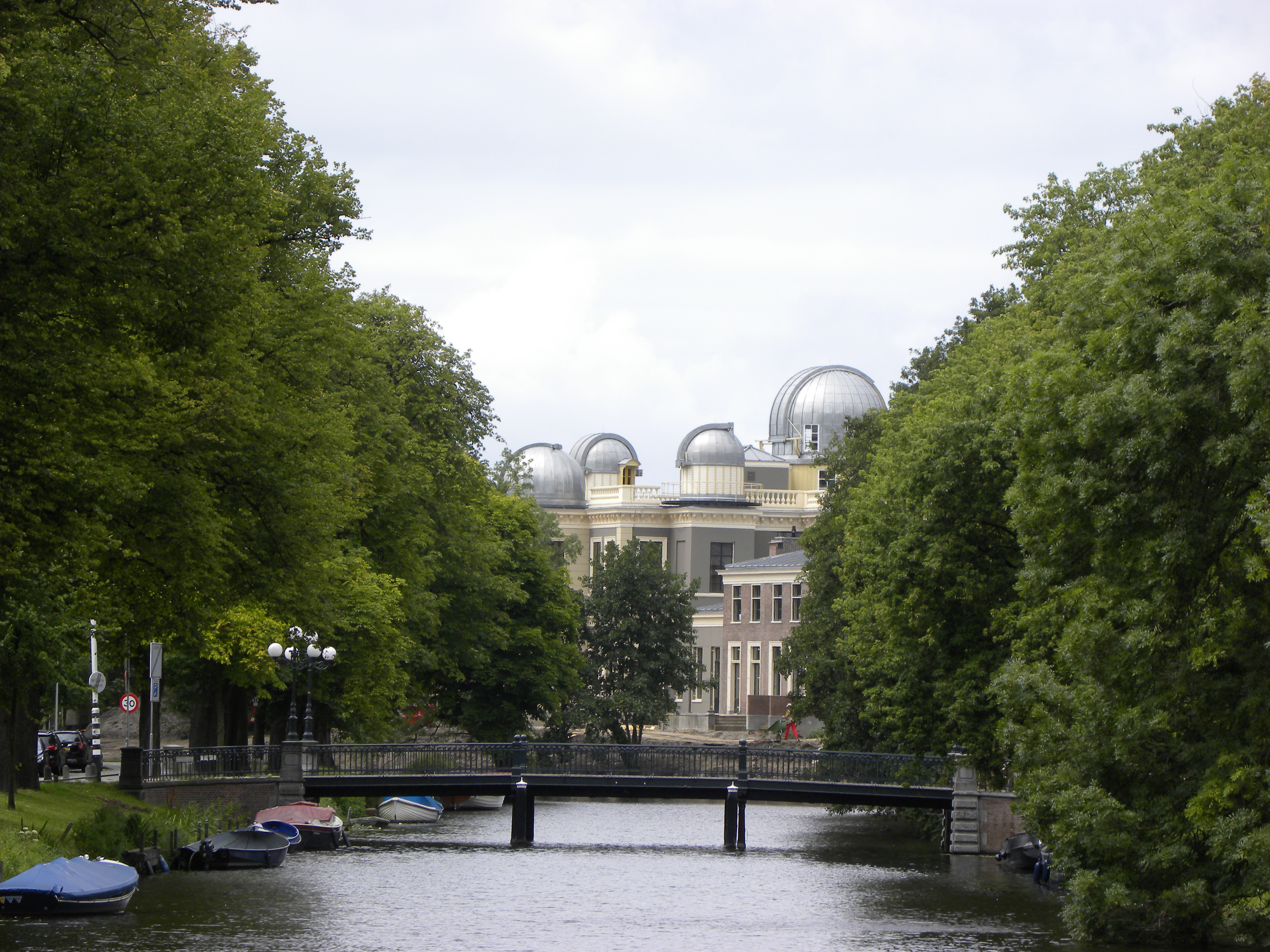
Vreewijkbrug met op de achtergrond de in 2011 gerestaureerde Sterrenwacht, Witte Singel
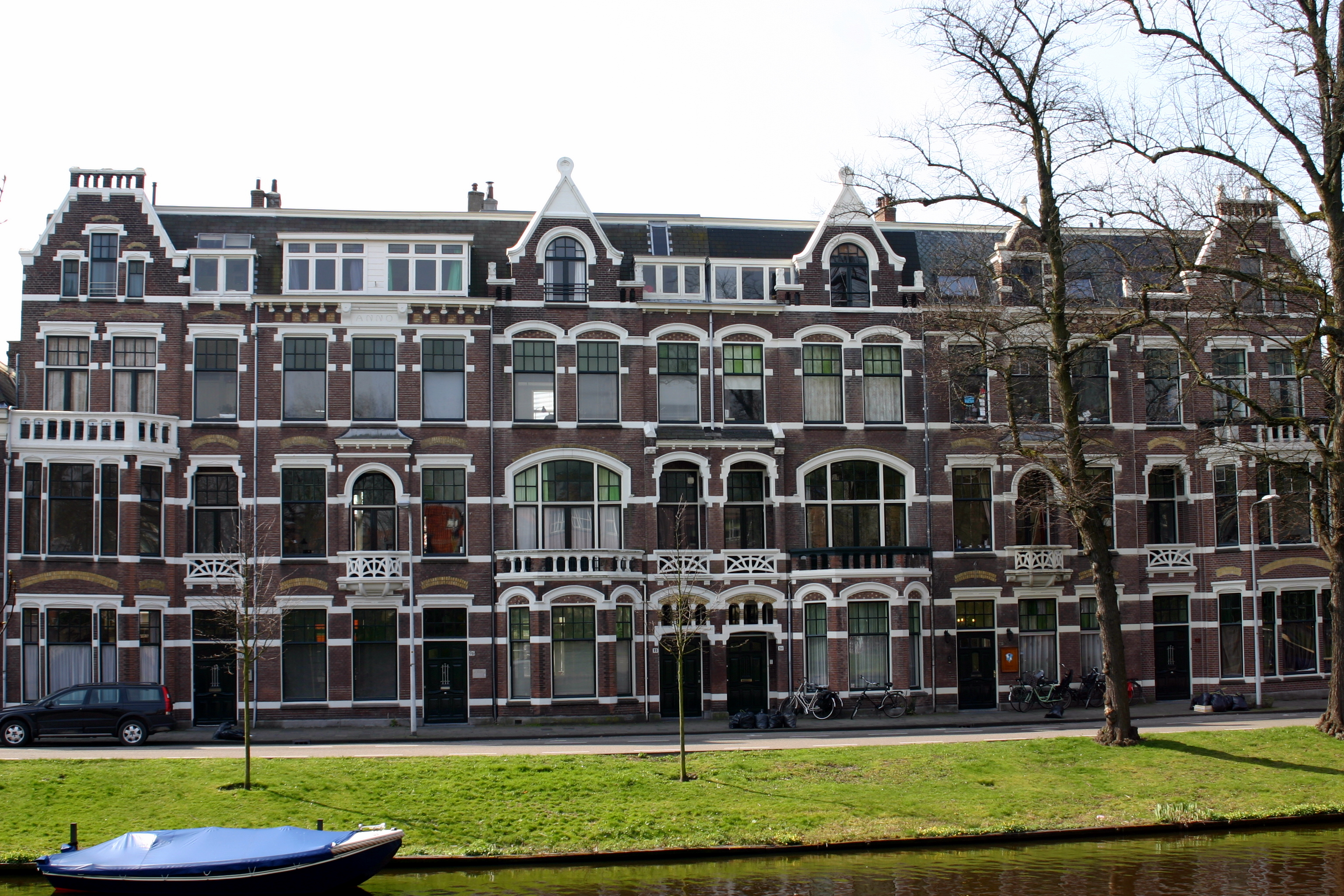
Blokje van zes etagewoningen, Witte Singel 92-97
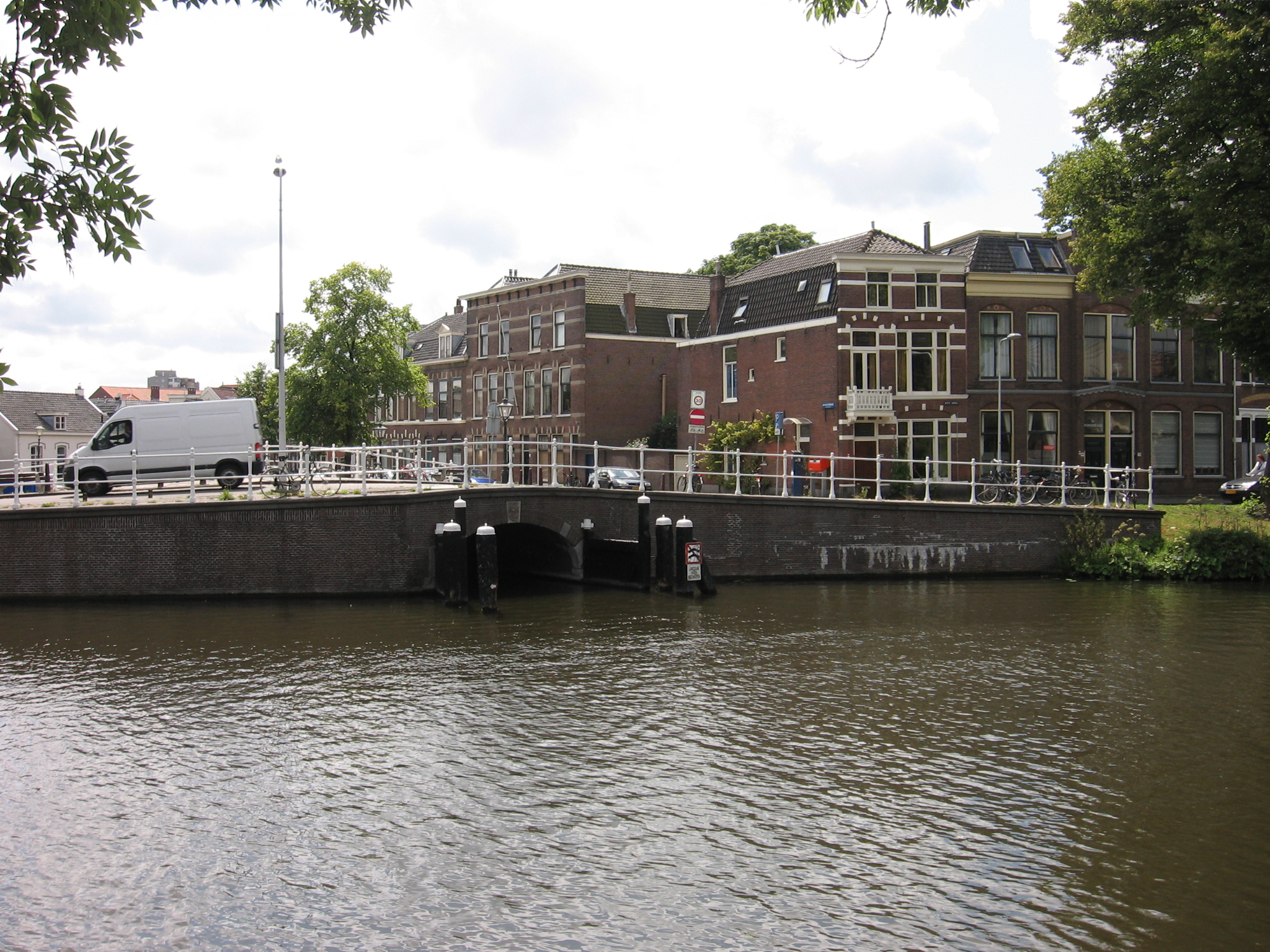
Neksluisbrug over de Vliet, Witte Singel